# Parafia św. Katarzyny Aleksandryjskiej w Krakowie

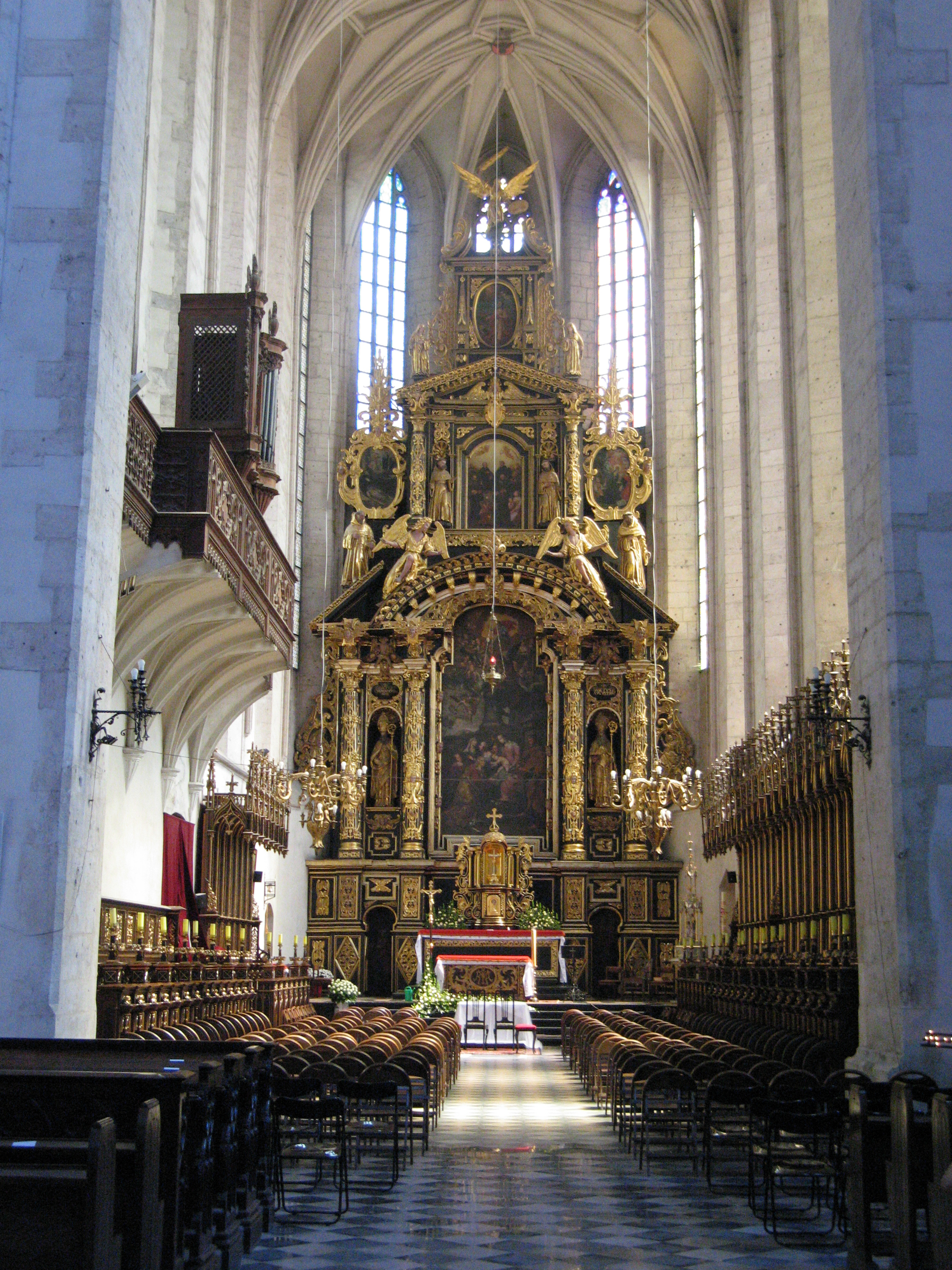
Ołtarz kościoła św. Katarzyny

Parafia św. Katarzyny Aleksandryjskiej w Krakowie – parafia rzymskokatolicka należąca do dekanatu Kraków-Kazimierz archidiecezji krakowskiej na Kazimierzu przy ulicy Augustiańskiej.
Została utworzona w 1942.
Kościół parafialny wybudowany w 1342, konsekrowany w 1378.

## Wspólnoty parafialne
- Akcja Katolicka
- Arcybractwo Matki Bożej Pocieszenia
- Wspólnota Odnowy Życia Chrześcijańskiego Nowe Jeruzalem
- Służba Liturgiczna (ministranci i lektorzy)
- Żywy Różaniec

## Domy zakonne na terenie parafii
- Dom Zakonny Ojców Augustianów – Kraków, ul. Augustiańska 7
- Dom Zakonny Braci Albertynów – Kraków, ul. Krakowska 43
- Dom Zakonny Sióstr Albertynek – Kraków, ul. Krakowska 47
- Dom Zakonny Sióstr Augustianek – Kraków, ul. Skałeczna 12
- Dom Zakonny Sióstr Szarytek – Kraków, ul. Piekarska 8

## Zasięg parafii
Ulice: Augustiańska, Chmielowskiego, Dietla nry nieparzyste 1-39, św. Katarzyny, Kordeckiego, Krakowska nry nieparzyste 1-51, Meiselsa do nru 8, Orzeszkowej, Paulińska, Piekarska, Skałeczna, Skawińska, św. Stanisława, Wietora.